# 1609 en santé et médecine
| Années de la santé et de la médecine : 1606 - 1607 - 1608 - 1609 - 1610 - 1611 - 1612    |
| Décennies de la santé et de la médecine : 1570 - 1580 - 1590 - 1600 - 1610 - 1620 - 1630 |

Cet article présente les faits marquants de l'année 1609 en santé et médecine.

## Publications
- 28 janvier : le Lapis philosophicus dogmaticorum que vient de publier Pierre Paulmier (1568-1610), « neveu du fameux médecin Julien Le Paulmier » (1520-1588), est censuré pour spagyrisme et, dès mars, l'auteur publie une défense qu'il intitule Laurus palmaria[1].
- Parution des Observations diverses, de Louise Bourgeois (1563-1636), sage-femme de la reine, et de L'Heureux Accouchement, de Jacques Guillemeau (1549-1613), chirurgien du roi, deux traités d'obstétrique qui « contribu[eront] à faire connaître la manœuvre révolutionnaire de Paré : la version podalique[2] ».
- Première édition, à Francfort, chez Gottfried Tampach et l'année même de la mort de l'auteur, de la Basilica chymica d'Oswald Croll[3], suivie du Tractatus de signaturis[4] (« Traité des signatures ») où l'auteur cherche à prouver, selon la « théorie des signatures », que la forme des plantes est un signe divin indiquant leurs propriétés médicinales[5].
- Jacques Guillemeau (1549-1613) complète son Heureux Accouchement par un traité de néonatalogie et de pédiatrie : De la nourriture et gouvernement des enfants[2].

## Décès
- 4 avril : Charles de L'Écluse (né en 1526), médecin et botaniste français, premier directeur du jardin botanique de l'université de Leyde[6].
- 9 juin : Caspar Schwenckfeld (né en 1563), médecin et naturaliste originaire de Silésie[7].
- 16 août : André du Laurens (né en 1558), médecin français[8].
- 20 août : Joseph du Chesne (né en 1521, 1544 ou  1546[9]), médecin, chimiste, alchimiste, écrivain et diplomate français[10].
- 25 décembre : Oswald Croll (né vers 1560), médecin et alchimiste allemand[11].
- Juan de Cárdenas (es) (né en 1563), médecin et scientifique espagnol, établi au Mexique à partir de 1577, auteur en  1591, de la Primera parte de los problemas y secretos maravillosos de las Indias (« Première partie des merveilleux problèmes et secrets des Indiens[12] »).